# Batomena multispinis
Batomena multispinis là một loài bọ cánh cứng trong họ Cerambycidae.